# Nenad Kovačević
Nenad Kovačević (Servisch: Ненад Ковачевић) (Kraljevo, 11 december 1980) is een voormalig voetballer uit Servië, die actief was als middenvelder. Kovačević speelde tussen 2003 en 2008 in totaal 25 interlands voor de Servische nationale ploeg.